# Vittorio Colao
Vittorio Colao (ur. 3 października 1961 w Brescii) – włoski menedżer, w latach 2008–2018 dyrektor generalny grupy Vodafone, od 2021 do 2022 minister.

## Życiorys
Absolwent Uniwersytetu Bocconiego, uzyskał dyplom MBA na Uniwersytecie Harvarda. Pracował w banku inwestycyjnym Morgan Stanley w Londynie oraz w firmie konsultingowej McKinsey & Company w Mediolanie. W 1996 dołączył do przedsiębiorstwa telekomunikacyjnego Omnitel Pronto Italia, przejętego później przez koncern Vodafone. Pełnił funkcję dyrektora wykonawczego Vodafone Italia, później w grupie Vodafone był m.in. dyrektorem regionalnym odpowiedzialnym za Europę Południową, Bliski Wschód i Afrykę.
W 2004 został dyrektorem generalnym RCS MediaGroup. Dwa lata później powrócił do Vodafone, powołany na zastępcę dyrektora generalnego. Od 2008 do 2018 pełnił funkcję dyrektora generalnego grupy Vodafone. Później był konsultantem funduszu inwestycyjnego General Atlantic. W 2015 objął stanowisko dyrektora niewykonawczego w koncernie Unilever. W 2020 został przewodniczącym utworzonej przez rząd grupy eksperckiej do spraw zwalczania skutków gospodarczych pandemii COVID-19.
W lutym 2021 mianowany ministrem bez teki do spraw technologii informacyjnych i transformacji cyfrowej w rządzie Maria Draghiego. Urząd ten sprawował do października 2022.

## Odznaczenia
Odznaczony Orderem Zasługi za Pracę (2014).